# Fetlar
Fetlar (del antiguo nórdico, isla próspera) es una isla de Escocia, ubicada en el grupo norte de islas en el archipiélago de las Shetland. La isla ocupa una superficie de 40,78 km² y alberga una población de 86 personas. El punto más alto de la isla corresponde a la colina Vord (Vord Hill), de 158 m s. n. m.  El lugar más importante es Houbie, en la costa sur, que alberga el Centro de Interpretación de Fetlar.
La parte norte de Fetlar es un santuario de aves, hogar de especies como el escúa ártico, escolopácidos y búhos nivales. Fetlar posee como restos prehistóricos dos broch, un fuerte de promontorio, el círculo de piedras de Haltadans  y el menhir de 2,3 m de alto "Ripple Stone". Los ferris realizan el viaje a Oddsta en Fetlar, después a Gutcher en Yell y luego a Belmont en Unst.